# Ernst August II. (Sachsen-Weimar-Eisenach)

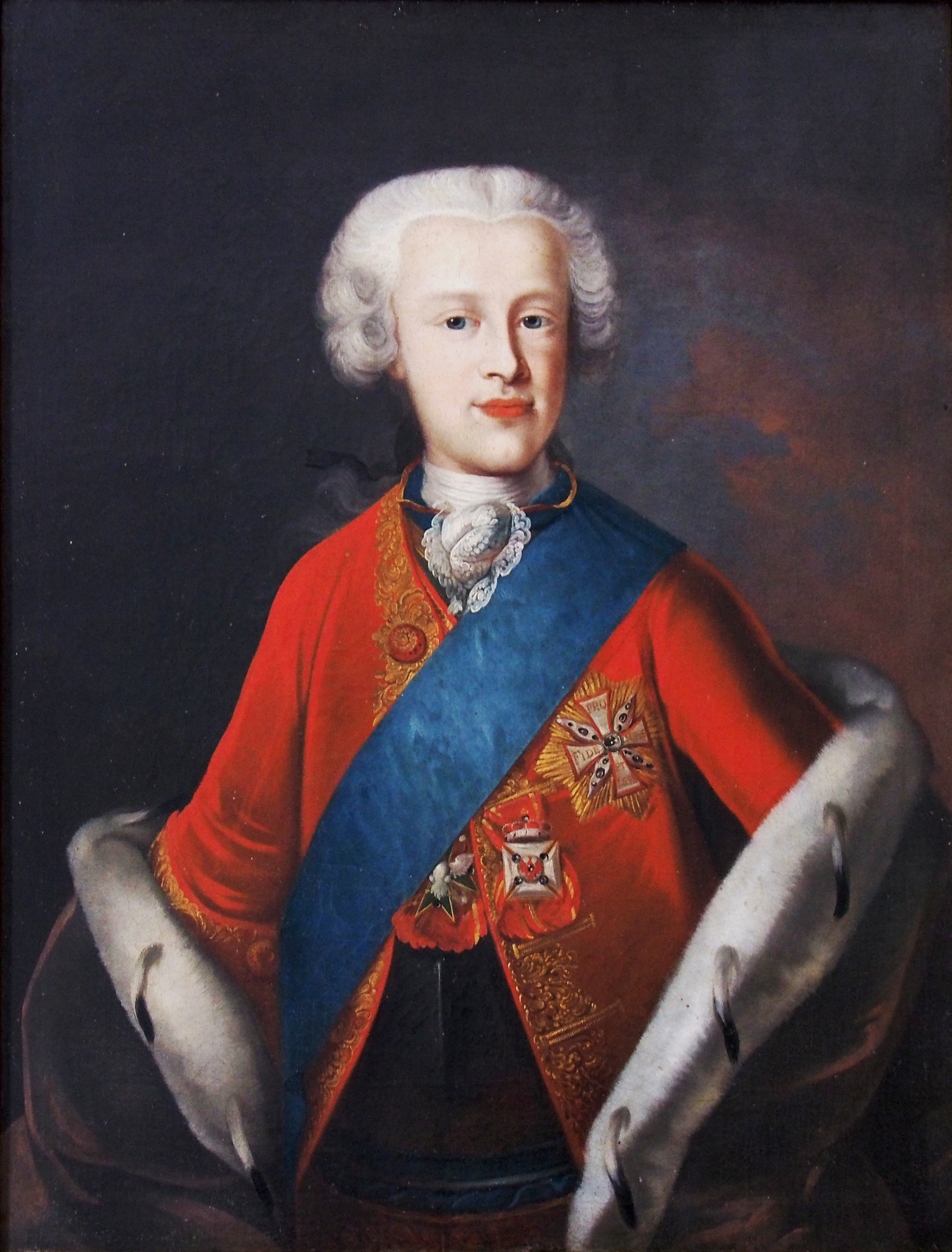
Herzog Ernst August II. von Sachsen-Weimar-Eisenach

Ernst August II. Konstantin (auch Constantin) (* 2. Juni 1737 in Weimar; † 28. Mai 1758 ebenda) war Herzog von Sachsen-Weimar und Eisenach. Er stammte aus der ernestinischen Linie des Hauses Wettin.

## Leben
Ernst August Konstantin war der einzige überlebende Sohn des Herzogs Ernst August I. von Sachsen-Weimar und Eisenach aus dessen zweiter Ehe mit Sophie Charlotte (1713–1747), Tochter des Markgrafen Georg Friedrich von Brandenburg-Bayreuth. Sein Vater, ein prunkliebender Barockherrscher, der sich wegen seiner Jagdleidenschaft vor allem in Eisenach aufhielt, kümmerte sich kaum um seinen Sohn, so dass dieser seine ersten Jahre unter der Aufsicht eines Hofmarschalls auf Schloss Belvedere in Weimar verbrachte. Er wurde durch den Hofprediger Bartholomei und den Forstsekretär Hindorf umfassend ausgebildet.
Ernst August II. Konstantin verlor seinen Vater 1748, als er noch nicht elf Jahre alt war. Da er damit für die Übernahme der Regierungsgeschäfte noch zu jung war, übernahm Herzog Friedrich III. von Sachsen-Gotha-Altenburg zunächst die Regentschaft. Ernst August II. Konstantin kam an den Hof des Gothaer Herzogs, der für eine angemessene Erziehung sorgte. Nachdem Sachsen-Coburg und Sachsen-Meiningen beim Kaiser und der Reichsversammlung Einspruch gegen diese Vormundschaft eingelegt hatten, wurde 1750 auch Herzog Franz Josias von Sachsen-Coburg-Saalfeld an der Regentschaft beteiligt. Das Herzogtum Weimar wurde von Franz Josias, der Eisenacher Landesteil von Friedrich III. verwaltet. Im Jahr 1750 wurde in Weimar das Hofmarschallamt errichtet.
1755 wurde Ernst August II. Konstantin vom Kaiser für volljährig erklärt und begann am 29. Dezember 1755 selbständig zu regieren. Er hat sich allerdings während seiner kurzen Regierungszeit kaum durch besondere Taten bekannt gemacht. Seinen Erzieher, den Reichsgrafen Heinrich von Bünau, ernannte er zum Kanzler, dieser führte im Namen des Herzogs die eigentlichen Regierungsgeschäfte. Nur wenige Wochen nach Ernst Augusts Regierungsantritt waren er und sein Kanzler zur Brautfahrt nach Braunschweig aufgebrochen.
Da Ernst August II. Konstantin bereits seit seiner Jugend gesundheitliche Probleme hatte, drängte der Hof auf eine schnelle Verheiratung, da im Falle seines Todes ohne Erben das Weimarer Herrscherhaus ausgestorben wäre. Am 16. März 1756 heiratete er in Braunschweig Anna Amalia (1739–1807), Tochter des Herzogs Karl I. von Braunschweig-Wolfenbüttel, aus der Familie der Welfen. Ein Jahr später wurde der Thronfolger, der spätere Herzog und Großherzog Karl August geboren. Der Herzog machte sich um den Kartoffelanbau verdient, den er mit Zahlung von Prämien und einer Ergänzung zur Agrarordnung förderte.
Im Jahr nach der Geburt des Thronfolgers starb Ernst August II. Konstantin noch vor seinem 21. Geburtstag nach vierwöchiger Krankheit an Auszehrung. Anna Amalia war zu diesem Zeitpunkt erneut schwanger, so dass der zweite Sohn Ernst Augusts II. nach dem Tod seines Vaters zur Welt kam.
Da zum Zeitpunkt seines Todes der Erbprinz noch minderjährig gewesen war, begann eine lange und segensreiche vormundschaftliche
Regierung der Herzogin Anna Amalia, die den Grundstein zur Weimarer Klassik legte. Die Regentschaft Anna Amalias und ihres Vaters hatte Ernst August Konstantin in seinem Testament bestimmt.

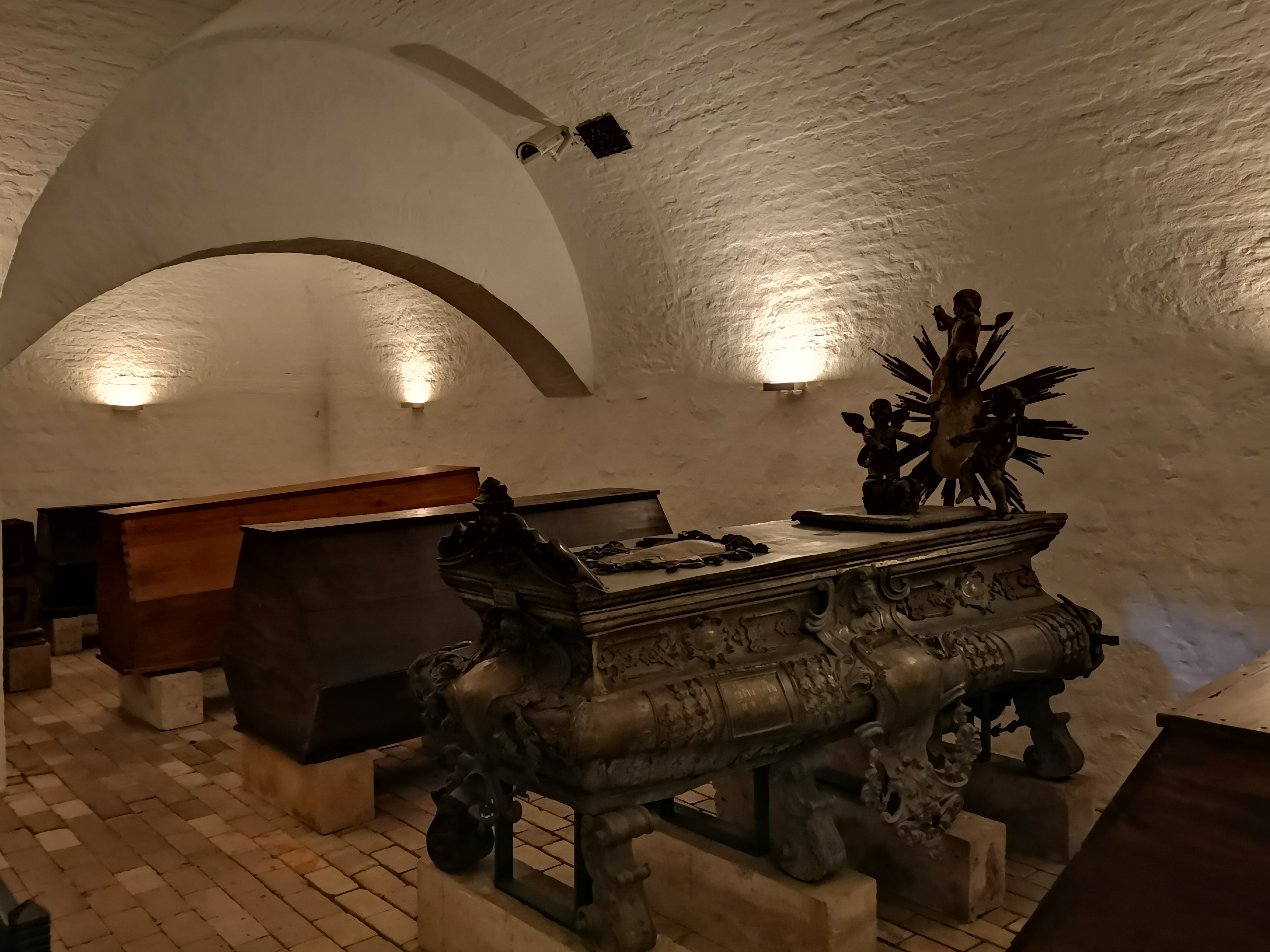
Sarg (unter dem Bogen) links der Särge von Herzog Ernst August I. (1688–1748) und Herzogin Eleonora Wilhelmina

Sein Sarg befindet sich auf dem Historischen Friedhof Weimar in der Fürstengruft.

## Nachkommen
Aus seiner Ehe hatte Ernst August II. zwei Söhne:
- Carl August (1757–1828), Großherzog von Sachsen-Weimar-Eisenach

⚭ 1775 Prinzessin Luise von Hessen-Darmstadt (1757–1830)
- Friedrich Ferdinand Konstantin (1758–1793)